# Чжу Ямін
Чжу Ямін (4 травня 1994 , Хулунбуїр, Внутрішня Монголія ) — китайський легкоатлет, що спеціалізується на потрійному стрибку, срібний призер Олімпійських ігор 2020 року, чемпіон Азії.

## Життєпис
Потрійним стрибком почав займатися у шкільні роки. З 2015 року почав змагатися на національному рівні. 
У 2017 році зумів стати чемпіоном Китаю, встановивши особистий рекорд — 17.17 м. На національних іграх Китаю переміг з особистим рекордом (17.23 м). Також зумів стати чемпіоном Азії (16.82 м).
Сезон 2018 року провів гірше. Чемпіонат світу в приміщенні завершив на сьомому місці, а Азійські ігри на восьмому.
На дебютному чемпіонаті світу, який відбувся у Досі, не зумів кваліфікуватися у фінал.
На Олімпійських іграх у Токіо встановив новий особистий рекорд (17.57 м) та виграв срібну медаль.

## Кар'єра
| Рік             | Змагання                     | Місце проведення           | Місце           | Дисципліна        | Результат       | Примітки        |
| Представник КНР | Представник КНР              | Представник КНР            | Представник КНР | Представник КНР   | Представник КНР | Представник КНР |
| --------------- | ---------------------------- | -------------------------- | --------------- | ----------------- | --------------- | --------------- |
| 2017            | Чемпіонат Азії               | Бхубанешвар, Індія         | 1               | потрійний стрибок | 16.82 м         |                 |
| 2018            | Чемпіонат світу в приміщенні | Бірмінгем, Велика Британія | 7               | потрійний стрибок | 16.87 м         |                 |
| 2018            | Азійські ігри                | Джакарта, Індонезія        | 8               | потрійний стрибок | 16.11 м         |                 |
| 2019            | Чемпіонат Азії               | Доха, Катар                | 2               | потрійний стрибок | 16.87 м         |                 |
| 2019            | Чемпіонат світу              | Доха, Катар                | 16 (кв.)        | потрійний стрибок | 16.79 м         |                 |
| 2021            | Олімпійські ігри             | Токіо, Японія              | 2               | потрійний стрибок | 17.57 м         | PB              |
| 2022            | Чемпіонат світу              | Юджин, США                 | 3               | потрійний стрибок | 17.31 м         | SB              |